# Joseph Hartmann (Maler)
Joseph Hartmann (* vor 17. März 1721 in Tiengen; † 1789 in Augsburg) war ein deutscher Maler und Freskant. Er ist als Maler von 1747 bis 1788 nachweisbar.
Er malte neben der Freskomalerei auch in Öl und auf Glas. Hiervon zeugen mehrere Altarblätter und andere Ölbilder. Auch Hausbemalungen in Augsburg nahm Joseph Hartmann vor, wobei diese nicht erhalten sind. Paul von Stetten erwähnt nicht erhaltene Malereien an den Augsburger Häusern am Carlischen bei der Heuwage und am Münchner Botenhaus bei St. Ulrich und Afra. In den späteren Schaffensjahren malte er überwiegend in Öl. So lieferte er historische Gemälde für Ausstellungen und übernahm Aufträge von Kirchen.

## Werke

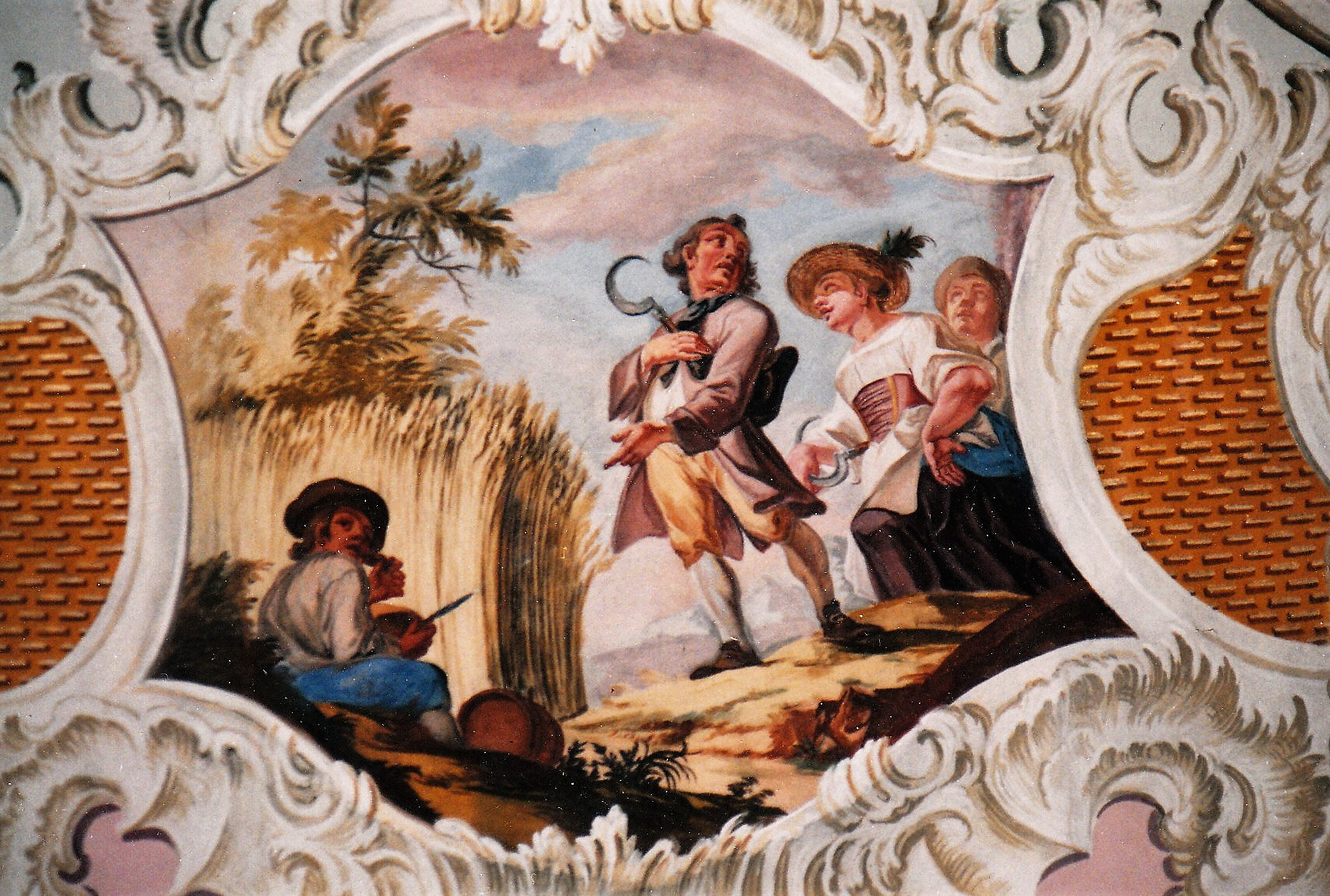
Deckenfresko in der Kirche St. Rasso in Untergammenried

In der Wallfahrtskirche St. Rasso in Untergammenried bei Bad Wörishofen erschuf er die Fresken im Jahre 1747. In der Kirche Mariä Himmelfahrt in Mögling malte er 1758 das bezeichnete und datierte Deckengemälde Mariä Himmelfahrt. Das bezeichnete und datierte Deckengemälde der wundertätigen Quelle des heiligen Gangulph und Verherrlichung desselben malte er 1760 in der Kirche zu Steinach in Oberbayern. Eine Plafondskizze, die die Geschichte des heiligen Josef darstellte, ist in Privatbesitz. 1757 fertigte er das Hochaltarbild der ehemaligen Klosterkirche St. Margareta in Baumburg. Für die Nikolaikapelle in Seeon malte er von 1757 bis 1758 zwei Altarblätter. Vermutlich stammen auch das dritte Altarblatt und die Fresken der Kapelle von Joseph Hartmann. Für das Kloster Rott malte er in den Jahren 1761 und 1763 das Hochaltarbild und die Seitenaltarbilder mit Mutter Anna mit Maria und Maria als Stifterin des Rosenkranzes. Für die ehemalige Dominikanerkirche in Würzburg schaffte er 1762 das nicht mehr erhaltene Bild des heiligen Vinzenz, welches früher am nördlichen Altar am Chorbogen zu sehen war. Eine weitere Darstellung des heiligen Vinzenz malte er für die Dominikanerkirche in Augsburg 1772. Auch andere Altarbilder der Kirche könnten von Hartmann stammen. Für die Katharinenkapelle der Kirche kam aus seiner Werkstatt 1758 ein Bild, wo Christus mit Maria das Herz vertauscht. Die zehn im Pfarrhof zu Unterliezheim zeitlich unbestimmten Bilder zeigen Szenen aus dem Leben des heiligen Leonhard. Bekannt ist Hartmann auch als Schöpfer von Werken in den Pfarrkirchen in Dezenacker, Straß und Längloh im Gemeindegebiet des Marktes Burgheim; in der benachbarten Kirche von Fernmittenhausen im Gemeindegebiet von Ehekirchen schuf er den Kreuzweg (signiert 1764) und das Hochaltarbild (1771).